# Can Borrassana
Can Borrassana és un edifici del municipi de Fortià (Alt Empordà).

## Descripció
Casa de planta baixa i pis situada a ponent de l'església. Presenta coberta a doble vessant i façana arrebossada amb grans carreus emmarcant les obertures i l'angle. Destaca la porta d'entrada amb gran llinda ben escairada. A la llinda de la porta principal hi ha un escut i una inscripció sobre la pedra erosionat pel pas del temps. La finestra situada sobre la porta principal té un escut en blanc i la data de 1567.

## Història
La casa va ser bastida o reconstruïda per la família Borrassà al segle xvi, posteriorment fou comprada el 1618 per Pere Ignasi Ferrer, la qual va seguir essent propietat dels seus descendents Vivet i Còdol fins al segle xx, quan la van comprar els masovers. Està situada fora de l'antiga força i l'edifici original va ser construït a la baixa edat mitjana. Al segle xx la casa va passar a ser propietat de la família Ferrer Tibau, que va construir un edifici annex a la part sud.